# Moulins du Château-Narbonnais

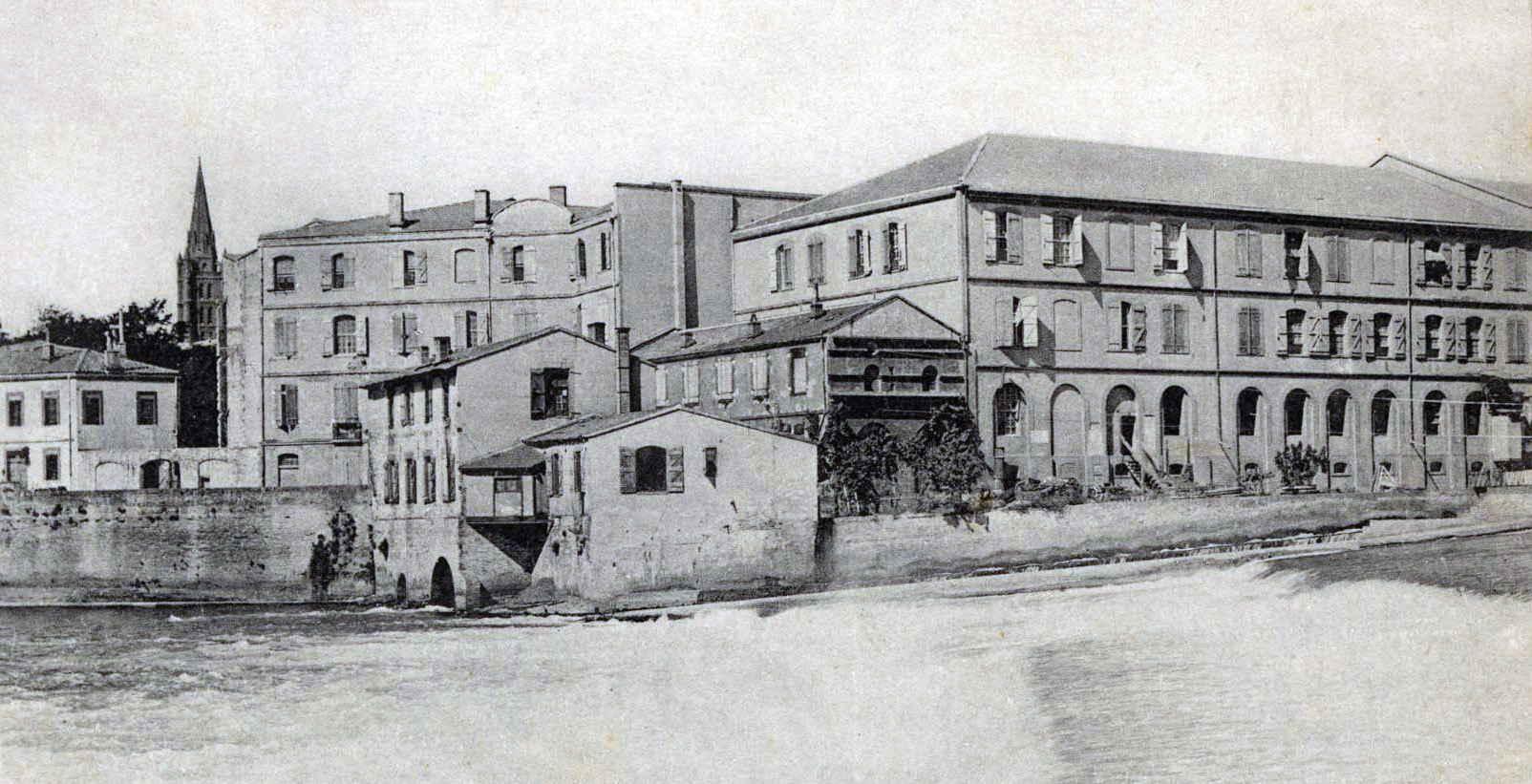
Moulins du Château Narbonnais au début du 20è siècle.

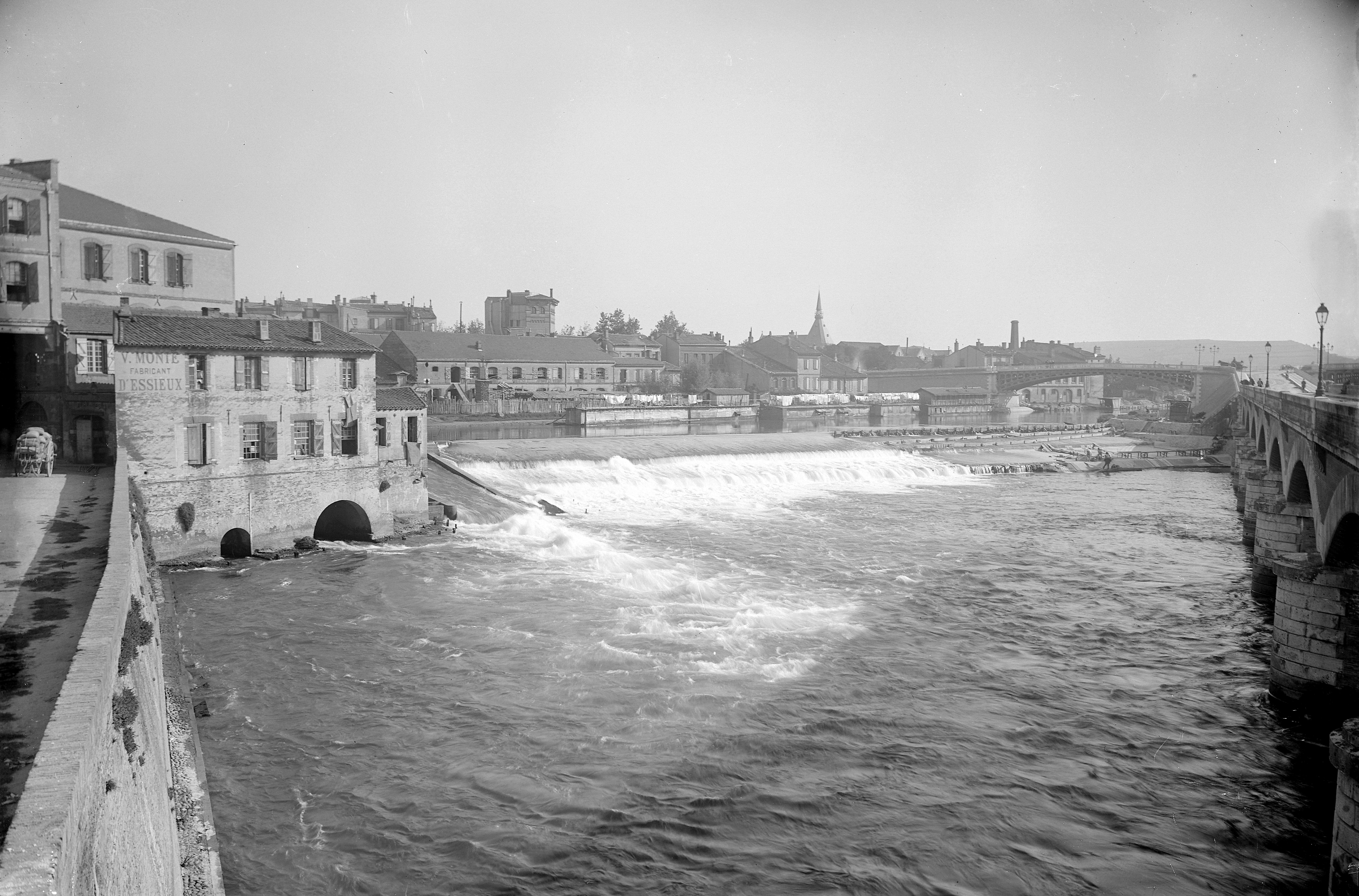
Moulin du château Narbonnais photo d'Eugène Trutat, Muséum de Toulouse.

Joignant la pointe sud de l'ile de Tounis à la rive droite de la Garonne, les Moulins du Château ou Moulins du Château Narbonnais ("Molins del Castel" en occitan) ont alimenté Toulouse en farine du XIIe siècle au début du XXe siècle. Moins célèbres que ceux du Bazacle, un peu en aval mais fonctionnant sur le même modèle pré-capitaliste (société par actions), ils avaient la particularité d'avoir le roi, héritier du comte, à leur capital.

## Histoire

### Les inféodations de 1183 et 1192
Un jeudi de janvier 1183, le comte Raimond V de Toulouse concède à des habitants de la ville le droit d'installer 24 moulins et de bâtir une chaussée près du Château-Narbonnais (le château des comtes de Toulouse, sur l'emplacement de l'ancienne porte sud de l'enceinte romaine, plus tard Parlement puis Palais de justice). Le fleuve et ses berges appartient en effet dans ce secteur au comte, héritier des fonctionnaires carolingiens. Les propriétaires s'engagent à payer 12 deniers toulza par moulin chaque mois de mai (la "maienca", redevance féodale traditionnellement payée en mai) et devront donner leur accord à toute nouvelle installation de moulin dans l'espace qui leur est concédé. Les moulins, alors "à nef" sont amarrés près du Port-Garaud, la plateforme de déchargement des matériaux et marchandises venus par le fleuve, au sud de la ville. 
Un dimanche de décembre 1192, une seconde inféodation du comte autorise les propriétaires à construire 16 moulins terriers ou plus pour remplacer leurs nefs. Leur monopole est confirmé et précisé : leurs moulins seront les seuls sur la Garonne de Portet à Blagnac (ceux du Bazacle et de la Daurade semblent y échapper, étant dans la juridiction du prieur de la Daurade).

### La montée en puissance du roi
En 1271, à la mort d'Alphonse de Poitiers, gendre de Raimond VII, le roi de France devient comte de Toulouse et donc seigneur concédant des Moulins du Château. Comme la redevance féodale est faible (la dévaluation de la monnaie ne fera qu'en diminuer la valeur), le roi continue la politique probable de ses prédécesseurs et acquiert des parts de moulins. En 1343, il possède déjà un moulin et des parts dans 6 autres. En 1373, après la fusion des droits des pariers, ses parts seront fixées à un septième du total. Les revenus tirés des moulins en tant que co-feudataire sont si importants que le roi peut se permettre de faire une croix sur la faible redevance féodale qui n'est plus exigée à partir de cette époque.

### Le conflit avec lesMoulins de la Daurade
Chacune des trois sociétés de moulins toulousains a dû construire sa chaussée en travers de la Garonne au cours du XIIIe siècle. Ces chaussées détournent les eaux de la Garonne vers les vannes des moulins : plus elles sont élevées, plus le débit est important et le moulin puissant. Elles provoquent des conflits récurrents avec les bateliers qui ne peuvent plus utiliser la Garonne que par des "navières" (passages pour les bateaux) malcommodes. Elles provoquent aussi une "guerre des chaussées" entre les trois sociétés de moulins dont sera finalement victime celle de la Daurade. Le premier conflit connu a lieu en 1278, les pariers du Château se plaignant de la hauteur de la chaussée de la Daurade (en haussant le niveau de la Garonne, ils diminuent la hauteur de chute au Château). Le juge mage de la Sénéchaussée arbitre et décide de la hauteur maximum autorisée à la Daurade. Mais les pariers de la Daurade semblent profiter de réparations pour hausser de nouveau leur chaussée d'où des plaintes du Château en 1308 et 1329 et des interventions du Viguier royal pour la ramener à son niveau de 1278.

### La catastrophe de 1346 et les conflits avec leBazacle
Vers 1346, une crue de la Garonne détruit tous les moulins du Château,,. Leur reconstruction fut particulièrement difficile, sans doute à cause de la peste noire qui atteint Toulouse à cette époque et décime la ville. En 1351, devant l'incapacité des pariers à relever les moulins, les officiers du roi les convoquent et 22 d'entre eux abandonnent leurs parts au roi qui les donnent "à nouveau fief" à 5 changeurs qui acceptent de participer aux frais de reconstruction. Cette procédure exceptionnelle semble s'expliquer par le désir du roi de conserver un deuxième ensemble de moulins à Toulouse, à l'intérieur des murs, à la veille d'un nouveau conflit avec l'Angleterre. La reconstruction ne semble terminée qu'à la fin des années 1350.
Les pariers du Bazacle avaient profité de la destruction de la chaussée du Château et de sa pêcherie pour obtenir le droit d'installer une pêcherie provisoire sur leur chaussée. Mais une fois la pêcherie du Château reconstruite, ils firent tout pour la conserver. Malgré un arrêt du Parlement de Paris de 1355 leur ordonnant de la détruire, ils réussissent à la conserver, sans doute grâce à leur pariage avec le roi. 
Autre conflit avec le Bazacle à propos du manque de pierres, essentielles pour consolider les chaussées : en 1388, les pariers du Château attaquent en justice ceux du Bazacle pour être allés chercher des pierres dans le lit du fleuve jusqu'au pied de leur chaussée. Selon eux, leurs adversaires se sont emparés de nuit et clandestinement de la valeur de plus de mille bateaux chargés, pierres pour la plupart issues de la destruction de leur chaussée vers 1346. Les pariers du Bazacle répondent qu'ils ont chargé des pêcheurs de cette besogne et qu'ils ne savent où ceux-ci ont trouvé les pierres. On ne connait pas l'issue du procès.

## Caractéristiques techniques

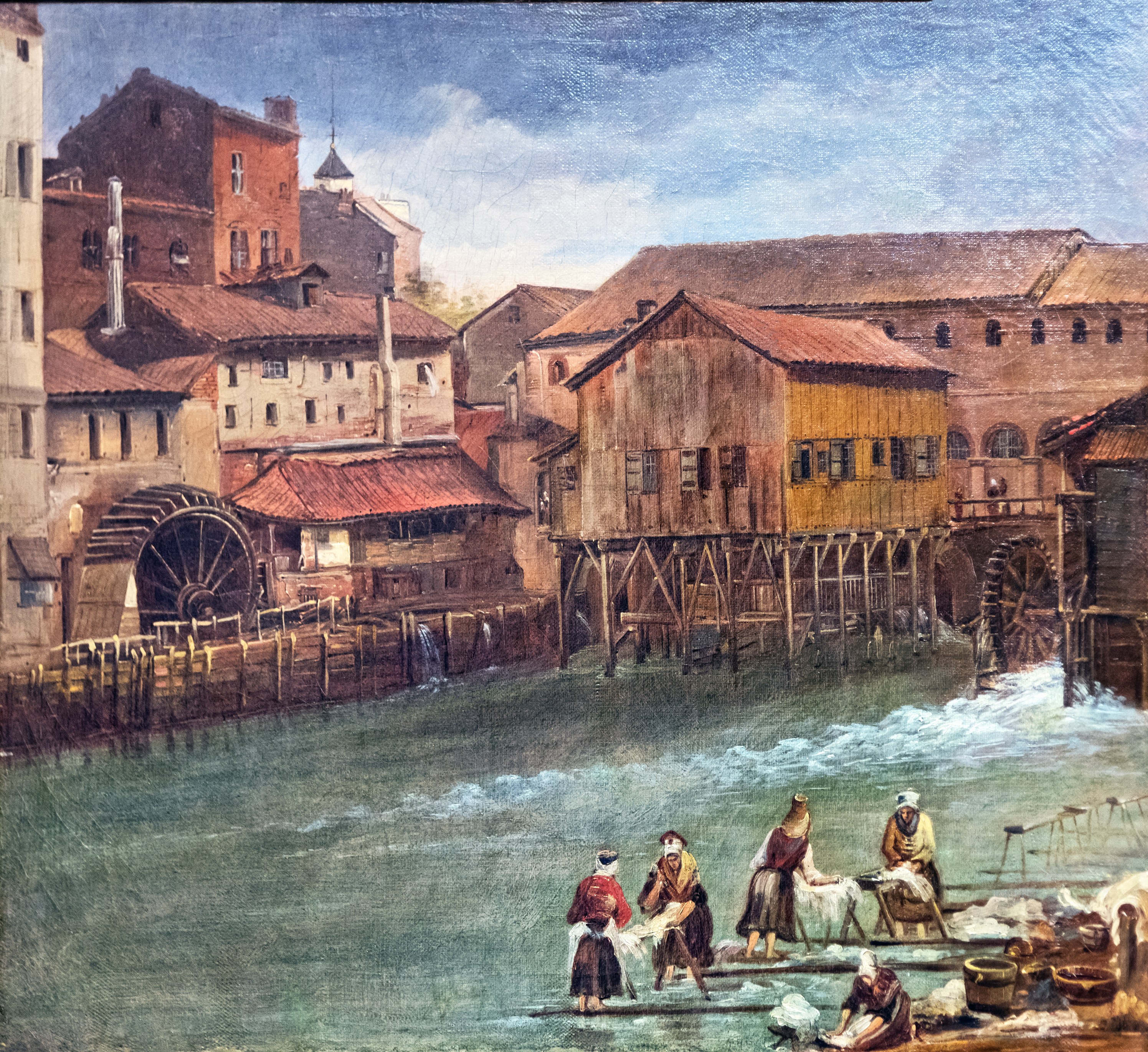
Les moulins du Château-Narbonnais vus de la Garonnette
vers 1830 Musée du Vieux Toulouse

### Des moulins à nef aux moulins terriers
Les moulins du Château sont d'abord, comme ceux du Bazacle et de la Daurade, "à nef" : il s'agit d'embarcations amarrées aux rives et dotées de roues à palettes qui entrainent les meules. Mais leur multiplication à Toulouse sur toute la rive droite gêne le commerce sur la Garonne et multiplie les dangers en période de crue. 
Avec la deuxième inféodation de 1192, le comte impose que les moulins soient désormais "terriers". Ces nouveaux moulins sont construits sur pilotis contre une chaussée charpentée qui traverse obliquement le bras droit de la Garonne et permet de ramener le courant vers leurs roues. Les roues, en chêne et cerclées de fer, sont probablement horizontales, comme c'est souvent le cas dans la région et dotées de palettes ("palanquas" en occitan). Un arbre transmet le mouvement à un rouet ("rodet") en orme qui fait tourner une lanterne dont l'axe de fer traverse la meule du dessous (immobile) et actionne, par l'intermédiaire de l'anille (une pièce de fer en forme d'X, appelée "nadilha" en occitan toulousain), la meule courante. Les meules sont vraisemblablement en calcaire des Pyrénées. Elles sont couvertes d'un coffrage, l'archure ("cuba" en occitan) et des quatre poutrelles ("carras") qui soutiennent la trémie ("tremièra" ou "corbelh") dans laquelle on verse le grain. La farine sort par une entaille de l'archure. Pour éviter que les meules ne deviennent trop lisses, il faut régulièrement les "rhabiller" en les battant avec un pic ("picar").
Comme ceux du Bazacle, les Moulins du Château ne sont pas seulement des moulins à blé. En 1391, il y a ainsi deux moulins à parer les draps ou foulons avec huit "naucs" (les caisses remplies d'eau où on empilait les draps, frappés jusqu'à être bien souples et propres par deux gros marteaux actionnés par les roues du moulin). En 1443-44, on signale une scie hydraulique ("molin del resec") puis des moulins à papier.